# Малая гидроэлектростанция
Малая гидроэлектростанция или малая ГЭС (МГЭС) — гидроэлектростанция, вырабатывающая сравнительно малое количество электроэнергии. Общепринятого для всех стран понятия малой гидроэлектростанции нет, в качестве основной характеристики таких ГЭС принята их установленная мощность.

## Классификация МГЭС
Чаще к малым гидроэлектростанциям относят гидроэнергетические установки, установленная мощность которых не превышает 5 МВт (Австрия, Германия, Польша, Испания и др.). В Латвии и Швеции малыми считают ГЭС с установленной мощностью до 2 МВт, в некоторых других странах — до 10 МВт (Греция, Ирландия, Португалия). Также в соответствии с определением Европейской Ассоциации Малой Гидроэнергетики считаются малыми ГЭС до 10 МВт.
Время от времени происходят смены классификации: в США, где были принятые меры стимулирования развития малой гидроэнергетики (путём упрощения лицензионной процедуры оформления проектов здания малых ГЭС), изначально к ним относили ГЭС с установленной мощностью до 5 МВт, затем верхняя граница была увеличена до 15 МВт, а в 1980 их максимальная установленная мощность была ограничена 30 МВт. В СССР согласно СНиП 2.06.01-86 к малым относились ГЭС с установленной мощностью до 30 МВт при диаметре рабочего колеса турбины до 3 м. Среди малых ГЭС условно выделяют микроГЭС, установленная мощность которых не превышает 0,1 МВт.
Во введенном в действие в 2004 г. СНиП 33-01-2003 (заменившим собой СНиП 2.06.01-86) характеристики, по которым гидроэлектростанция классифицировалась бы как «малая», были исключены. В действующем в настоящее время СП 58.13330.2012 (введен с 1 января 2013 г. и заменил собой СНиП 33-01-2003) эти характеристики и само понятие «малая ГЭС» также отсутствуют.
- Следует отметить, что в СНиП 33-01-2003 и в СП 58.13330.2012 в пунктах 5.4.8 и 8.31 соответственно всё-таки упоминаются малые ГЭС, но, вероятно, это является просто ошибкой.

В введённом в 1999 году ГОСТ Р 51238-98 «Нетрадиционная энергетика. Гидроэнергетика малая. Термины и определения» упоминаются такие понятия, как малая гидроэлектростанция, под которой понимается ГЭС с установленной мощностью от 100 до 30 000 кВт, и микрогидроэлектростанция с установленной мощностью до 100 кВт.

## Малая гидроэнергетика по странам
В Белоруссии до создания единой Белорусской энергетической системы существовало 179 малых ГЭС, которые обеспечивали электроэнергией сельское хозяйство, после — большинство из них было заброшено, а сейчас делаются попытки воссоздать их. Согласно Постановлению СМ РБ от 24 апреля 1997 № 400 «О развитии малой и нетрадиционной энергетики», малыми электростанциями считаются электростанции с установленной мощностью до 6 МВт. Концерн «Белэнерго» должен рассчитываться с малыми электростанциями за поставленную электроэнергию по удвоенным тарифам. На 2010 год в стране действует 36 МГЭС общей мощностью 13,5 МВт и выработкой свыше 33 млн кВт·ч в год.
Аналогичные льготы действуют и в Латвии, исходя с «Закона об энергетике» от 3 сентября 1998 г., государство гарантирует закупку электроэнергии от малых ГЭС по двойному тарифу в течение 8 лет после ввода в эксплуатацию.
В Швеции действует 1350 малых ГЭС, которые вырабатывают 10 % необходимой стране электроэнергии, в Китае действует около 83 тысяч малых ГЭС.
В России с 2021 года к малой гидроэнергетике относят ГЭС, мощность которых не превышает 50 МВт (ранее до 30 МВт). В стране действует около сотни ГЭС мощностью до 6 МВт, с суммарной мощностью 90 МВт и выработкой около 200 млн кВт·ч в год, большинство строящихся в стране малых станций находится на Северном Кавказе.
Мощность малой гидроэнергетики в странах Евросоюза на 2005 год:
| Страна         | Количество агрегатов | Мощность МГЭС, МВт | Доля МГЭС в общей мощности в ЕС (%) | Доля МГЭС в общей мощности ГЭС (%) | Производство электроэнергии от МГЭС (ТВт*ч) | Доля МГЭС в генерации электроэнергии в ЕС (%) |
| -------------- | -------------------- | ------------------ | ----------------------------------- | ---------------------------------- | ------------------------------------------- | --------------------------------------------- |
| Бельгия        | 82                   | 96                 | 0.61                                | 6.86                               | 385                                         | 0.46                                          |
| Дания          | 40                   | 11                 | 0.09                                | 100.00                             | 30                                          | 0.08                                          |
| Германия       | 6200                 | 1500               | 1.27                                | 16.67                              | 6500                                        | 1.14                                          |
| Греция         | 40                   | 69                 | 0.63                                | 2.30                               | 350                                         | 0.65                                          |
| Испания        | 1106                 | 1607               | 3.06                                | 9.08                               | 4825                                        | 2.14                                          |
| Франция        | 1730                 | 2000               | 1.73                                | 7.81                               | 7500                                        | 1.39                                          |
| Ирландия       | 45                   | 23                 | 0.48                                | 4.51                               | 96                                          | 0.40                                          |
| Италия         | 1510                 | 2229               | 3.12                                | 10.98                              | 8320                                        | 3.01                                          |
| Люксембург     | 29                   | 39                 | 3.25                                | 3.55                               | 195                                         | 0.22                                          |
| Нидерланды     | 3                    | 2                  | 0.01                                | 2.22                               | 1                                           | 8.47                                          |
| Австрия        | 1700                 | 866                | 4.89                                | 7.53                               | 4246                                        | 6.87                                          |
| Португалия     | 74                   | 286                | 2.62                                | 6.36                               | 1100                                        | 2.51                                          |
| Финляндия      | 204                  | 320                | 1.96                                | 11.03                              | 1280                                        | 1.83                                          |
| Швеция         | 1615                 | 1050               | 3.20                                | 6.40                               | 4600                                        | 3.15                                          |
| Великобритания | 110                  | 162                | 0.21                                | 3.77                               | 840                                         | 0.22                                          |

## Потенциал в России
В мае 2005 года в Москве прошел международный Круглый стол, организованный Российско-европейским технологическим центром; на нем было отмечено, что технический потенциал малой гидроэнергетики России очень высок и составляет около 360 млрд кВт*ч в год это около трети потребляемой в России энергии.
Росатом выпускает на подконтрольной госкорпорации венгерском предприятии Ganz мини-ГЭС мощностью до 2 МВт.